# Винс, Яков Яковлевич (землевладелец)
Я́ков Я́ковлевич Винс (23 апреля 1857 — 22 мая 1910) — немецкий колонист, крупный землевладецец, основатель села Надия.

## Биография
Родился 23 апреля 1857 году в Молочанской колонии, Александровского узда, Екатеринославской губернии.
12 апреля 1884 года Яков женился на Катерине Нейфельд. Первое время они проживали в пределах Молочанской колонии, где родились их старшие дети.
Примерно, в конце 1880-х годов они купили 480 десятин земли в районе села Гришино. Здесь они обустраивают свой хутор, который ими был назван Митровка. В 1912 году Я. Винс для психиатрической лечебницы «Бетания» внес 10 рублей пожертвований, а в 1918 году Катерина Винс пожертвовала 100 рублей.
Умер 22 мая 1910 году в Митровке, где и был похоронен. По рассказам старожилов рядом с хутором находилось кладбище, на котором был большой памятник из красного гранита или мрамора. Этот могильный камень большевики потом использовали при строительстве памятника Ленину в селе Доброполье.

## Семья
Катерина Яковлевна Винс (14.02.1885).
Вильгельм Яковлевич Винс (4.02.1887 — 2.04.1963 Канада) 14 июня 1912 года женился на Маргарите Винс (14.07.1887 — 27.03.1967 Канада) — младшей дочки Якова Яковлевича Винса (старший брат Томаса Винса). В 1925 году Вильгельм и Маргарита Винс с пятью детьми выехали в Канаду.
Яков Яковлевич Винс (24.12.1888 — убит 6.12.1918) 25 мая 1912 года женился на Анне Винс (12.04.1889 — 01.1918), дочери Иоганна Винса — владельца хутора в окрестностях деревни Васильевка. У Якова и Анны не было детей. Дитрих Яковлевич Винс (26.06.1893) в 1926 году женился на Марии Фаст (20.05.1899).
Эта семья осталась в Союзе.